# M777 haubits
M777 haubits är en 15,5 centimeters haubits, som dras av fordon. Den används av arméerna i Australien, Indien, Kanada, Saudiarabien och Ukraina samt marinkåren och armén i USA. Den tillverkas av BAE Systems. Tillverkning i en första omgång sker i Barrow-in-Furness i Storbritannien. Slutlig sammansättning och testning sker vid BAE Systems fabrik i Hattiesburg, Mississippi.
Ukrainas armé tillfördes omkring 100 pjäser från USA, Australien och Kanada i april–maj 2022.

## Utformning

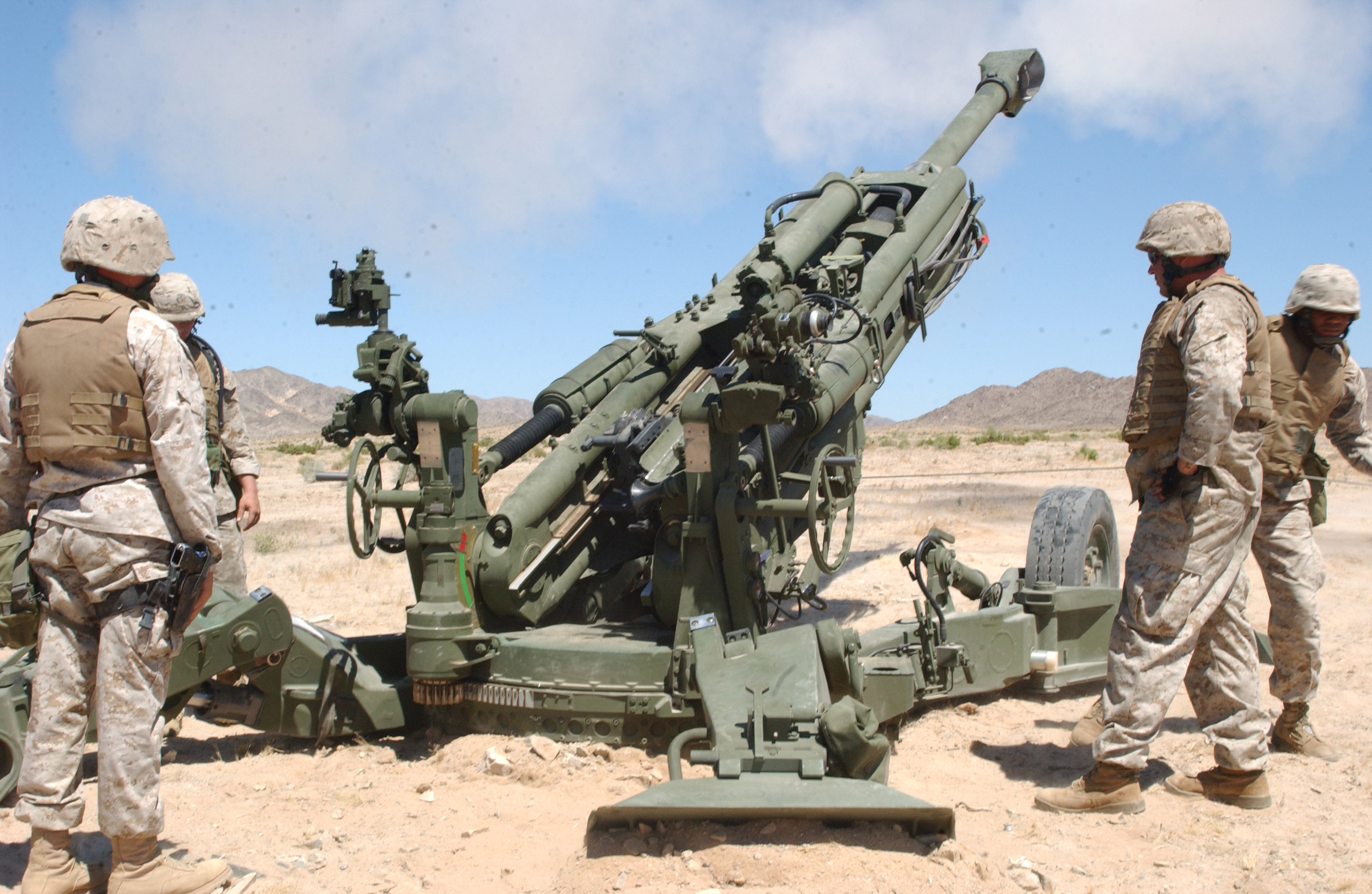
USA:s marinkår vid övningsskjutning

M777 utvecklades av Vickers Shipbuilding and Engineering i Barrow-in-Furness i Storbritannien. Detta företag köptes av BAE Systems efter det att prototypen hade tillverkats och förevisats, varefter BAE Systems blev ansvarigt för den slutliga utformningen. De anpassade haubitsen till amerikanska förhållanden och förlade den slutliga sammansättningen till USA. M777 använder således omkring 70% USA-tillverkade delar i pjäsen, inklusive eldröret, som tillverkas av Watervliet Arsenal i Watervliet.
M777 är, med sin vikt på 4,2 ton, 41% lättare än den 7,155 ton tunga M198 haubits, som den ersatte i USA. En stor del av viktreduceringen beror på den långt drivna användningen av titan. M777 kan transporteras under en helikopter, med transportflygplan av typ Lockheed C-130 Hercules (två i varje flygplan) eller dras efter lastfordon.
M777 har ett digitalt system för navigation och inriktning av samma typ som används för amerikanska bandgående haubitsar som M109 haubits.
M777 kan använda M982 Excalibur GPS-dirigerad ammunition, vilken tillåter god målsökning på upp till 40 kilometers avstånd.

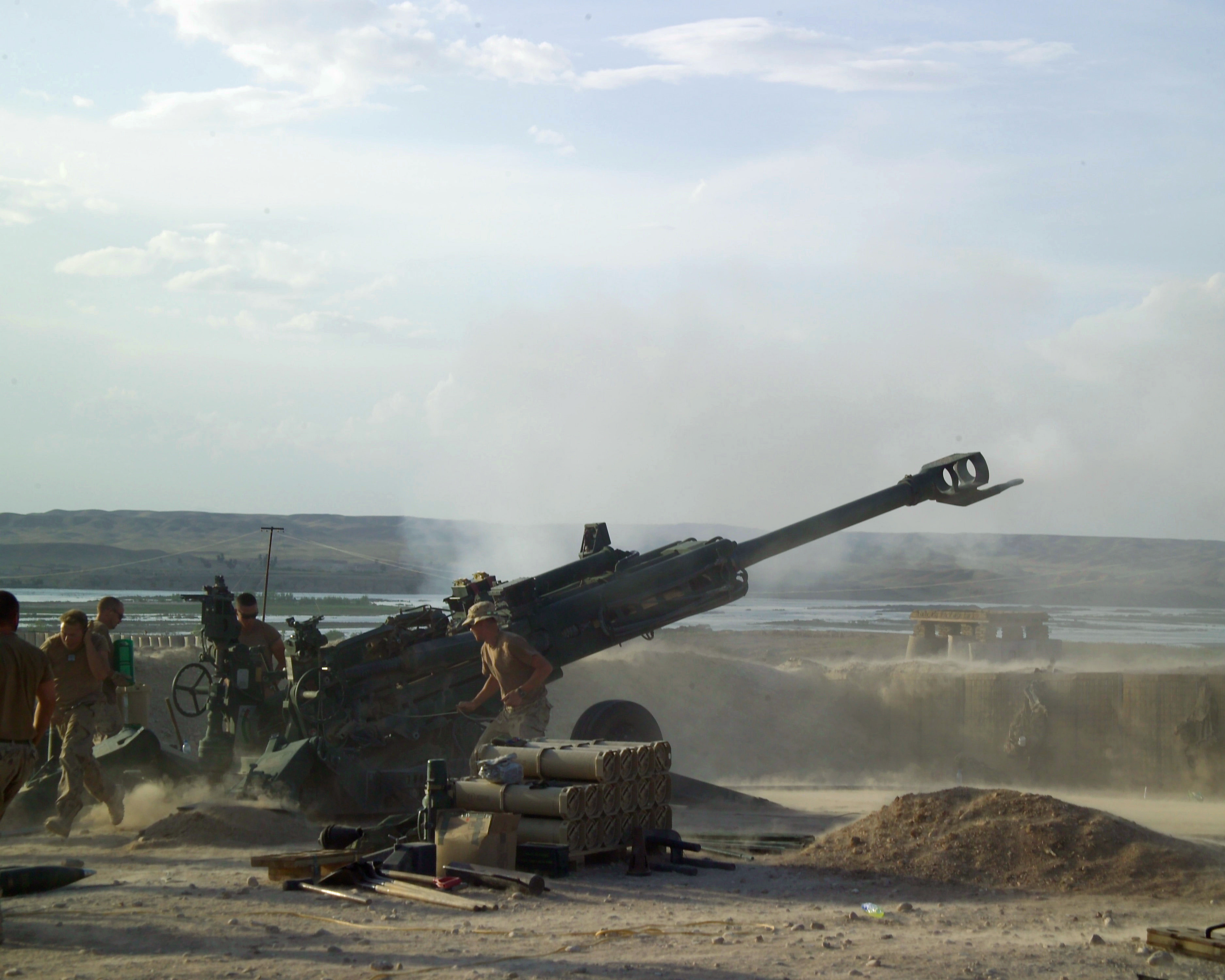
Kanadensisk M777 i Helmandprovinsen i Afganistan 2007

## Användare
- Australiens armé: 54 köpta, varav sex donerades till Ukraina i april 2022[6]
- Indiens armé: 25 köpta av BAE Systems och 120 licenstillverkade i Indien av Mahindra Defence Systems Limited.
- Kanadas armé: 37 köpta, varav fyra sänts till Ukraina i april 2022.
- Saudiarabien: 70 köpta.
- USA: 999 enheter köpta, varav 481 för USA:s marinkår och 518 för USA:s armé och USA:s nationalgarde. År 2022 har minst 90 av Marinkårens pjäser donerats till Ukraina.[7]
- Ukrainas armé: omkring 100 pjäser[8][9]